# Ellipteroides (Progonomyia) fieldi
Ellipteroides (Progonomyia) fieldi is een tweevleugelige uit de familie steltmuggen (Limoniidae). De soort komt voor in het Neotropisch gebied.